# Гинзбург, Виталий Лазаревич
Вита́лий Ла́заревич Ги́нзбург  (21 сентября (4 октября) 1916, Москва — 8 ноября 2009, там же) — советский и российский физик-теоретик, доктор физико-математических наук (1942), профессор. Академик АН СССР (1966; член-корреспондент 1953). Лауреат Ленинской премии (1966), Сталинской премии первой степени (1953) и Нобелевской премии по физике (2003).
Академик Международной академии астронавтики (1969; член-корреспондент 1965). Член Международного астрономического союза (1961). Иностранный член Американской академии искусств и наук (1971), Академии наук Дании (1977), Национальной академии наук США (1981), Лондонского королевского общества (1987), Европейской Академии (1990) и др.
Член ВКП(б) с 1944 года. Народный депутат СССР от Академии наук СССР (1989—1991).

## Биография
Виталий Лазаревич Гинзбург родился 21 сентября (4 октября) 1916 года в Москве в еврейской семье. Его отец — выпускник Рижского политехникума, инженер Лазарь Ефимович Гинзбург (1863—1942, Казань), был специалистом по очистке воды; мать — выпускница Харьковского университета, врач Августа Вениаминовна Гинзбург (урождённая Вильдауэр, 1886, Митава Курляндской губернии — 1920, Москва). Рано остался без матери, умершей в 1920 году от брюшного тифа (его воспитанием после смерти матери занялась её младшая сестра Роза Вениаминовна Вильдауэр).
До 11 лет получал домашнее образование под руководством отца. Затем в 1927 году поступил в 4-й класс 7-й семилетней школы, которую окончил в 1931 году и продолжил среднее образование в фабрично-заводском училище (ФЗУ), затем самостоятельно, работая лаборантом в рентгенологической лаборатории вместе с будущими физиками В. А. Цукерманом (1913—1993) и Л. В. Альтшулером (1913—2003), дружба с которыми осталась на всю жизнь.
В 1934 году поступил сразу на 2-й курс в Московский государственный университет, на физический факультет, который окончил в 1938 году, затем в 1940 году окончил аспирантуру при нём и в том же году защитил кандидатскую диссертацию на тему «Некоторые вопросы квантовой электродинамики». Докторскую диссертацию «К теории элементарных частиц» защитил в 1942 году. Вспоминал: «На фронт меня не взяли, хотя я дважды подавал заявление, чтобы пойти добровольцем».
С 1942 года работал в теоретическом отделе имени И. Е. Тамма ФИАНа, впоследствии стал заведующим этим отделом (1971—1988).
В 1945—1961 годах заведовал кафедрой радиофизического факультета Горьковского государственного университета. Вспоминал: «В 45-м году замечательный физик А. А. Андронов с коллегами организовали в Горьковском университете радиофизический факультет, куда пригласили меня. Я стал наезжать в Горький, встретил там свою будущую жену, отбывавшую ссылку после тюрьмы».
Профессор, создатель и заведующий кафедрой проблем физики и астрофизики Московского физико-технического института (с 1968).
С 1964 года член редколлегии научного журнала «Успехи физических наук», с 1998 года — его главный редактор.
В последние годы жизни — руководитель группы Отделения теоретической физики ФИАН — советник РАН.
Скончался в Москве вечером 8 ноября 2009 года после длительной болезни от сердечной недостаточности.
Виталия Гинзбурга похоронили 11 ноября 2009 года на Новодевичьем кладбище в Москве.

## Вклад в науку
Основные труды по распространению радиоволн, астрофизике, происхождению космических лучей, излучению Вавилова — Черенкова, физике плазмы, кристаллооптике и др. Автор около 400 научных статей и около 10 монографий по теоретической физике, радиоастрономии и физике космических лучей.
В 1940 году Гинзбург разработал квантовую теорию эффекта Вавилова — Черенкова и теорию черенковского излучения в кристаллах.
В 1946 году совместно с И. М. Франком создал теорию переходного излучения, возникающего при пересечении частицей границы двух сред.
С 1948 года работал над созданием термоядерного оружия. К этой работе его привлёк И. Е. Тамм. Гинзбург предложил использовать литий-6 вместо дорогого и сложного в получении трития.
В 1950 году создал (совместно с Л. Д. Ландау) полуфеноменологическую теорию сверхпроводимости (теория Гинзбурга — Ландау).
В 1958 году В. Л. Гинзбург создал (совместно с Л. П. Питаевским) полуфеноменологическую теорию сверхтекучести (теория Гинзбурга — Питаевского). Разработал теорию магнитотормозного космического радиоизлучения и радиоастрономическую теорию происхождения космических лучей.
Был главным редактором журнала «Известия вузов. Радиофизика», членом редколлегии журналов «Физика низких температур», «Письма в Астрономический журнал», «Наука и жизнь», библиотечки «Квант» (издательство «Наука»).

## Общественная деятельность
Вступил в КПСС в 1944 году.
В 1955 году подписал «Письмо трёхсот». В 1966 году подписал петицию против введения в УК РСФСР статей, преследующих за «антисоветскую пропаганду и агитацию».
В 1998 году основал Комиссию по борьбе с лженаукой и фальсификацией научных исследований при Президиуме Российской академии наук. Был членом Комиссии АН СССР по улучшению стиля работы (являлась комиссией по борьбе с бюрократией).
Гинзбург — известный популяризатор науки, сам он писал, что его научно-популярные статьи по стилю изложения рассчитаны на старшеклассников и людей с высшим нефизическим образованием и поэтому он поддерживает использование в таких статьях школьных математических формул.
О политических пристрастиях Гинзбурга можно судить по высказыванию в журнале «Вестник» в 1997 году: «Сейчас есть хорошие управленцы: Немцов, Явлинский. Вот эту пару я бы и поставил во главе государства». В 2003 году на выборах в Госдуму РФ голосовал «за СПС, хотя больше хотел голосовать за „Яблоко“».
Член-корреспондент (1965), действительный член (1969) Международной академии астронавтики. Член Международного астрономического союза (1961).
Избран в качестве иностранного члена в 9 академий наук (или эквивалентных им Обществ), в том числе в Американскую Национальную академию наук (1981) и Лондонское Королевское общество (1987), Академию искусств и наук США (1971), Европейскую Академию (1990), Академии наук Дании (1977), Индии (1977) и др.
Член президиума Российского еврейского конгресса — крупнейшей светской еврейской организации России.
Атеист, известен своими антиклерикальными взглядами, написал книгу об атеизме, религии и светском гуманизме.

### Гинзбург ирелигия
Я убежденный атеист. Я считаю, что религия — это следствие древних сказок, наподобие астрологии.
Гинзбург был известен своим противостоянием распространению религиозных воззрений на светские институты. В Советском Союзе и России он был, пожалуй, самым известным публичным атеистом.
- Комментируя усилия Московской Патриархии, направленные на введение в государственных школах предмета «Основы православной культуры», Виталий Гинзбург выразился следующим образом: «Преподавание религии, закона божьего, чего-то такого в школах абсолютно недопустимо. Другое дело, если в школе будет история религии. У нас светское государство, и в школе нельзя иметь что-то религиозное. Православными церковь считает всех крещённых. А это абсолютно неверно. Ведь детей зачастую крестят без их согласия, в младенческом возрасте. Как ребёнок может выбирать религию? Я сам атеист, мой отец был верующий, когда мне было десять лет, я тоже сказал, что я верующий. Я же не понимал ничего. А преподавая религию в школах, эти, мягко говоря, сволочи церковные, хотят заманить души детей. Представьте, детям вбивают с малых лет в голову, что бог создал человека, а потом у них будет урок биологии, на котором они узнают, что есть эволюция. Это абсурд»[27].
- В июле 2007 года вместе с ещё девятью академиками РАН подписал обращение В. В. Путину («Письмо десяти академиков»), выражающее беспокойство «всё возрастающей клерикализацией российского общества», «активным проникновением церкви во все сферы общественной жизни»[28]. Выступал против преподавания в школах предмета Основы православной культуры.
- Гинзбург высказался за поддержку в Израиле синагог, но против проникновения иудаизма во все сферы жизни: «Синагога для евреев была не только молельным домом, но и центром общины. В этой связи понятно, почему даже евреи-атеисты, по крайней мере, многие из них, и я в том числе, считают возможным и оправданным в настоящее время известную материальную поддержку синагог. Однако, по моему мнению, в Израиле место и влияние иудаизма далеко превосходит нормы, которые должны определять ситуацию в светском демократическом государстве. Например, почему в Израиле по субботам не работает или ограниченно действует общественный транспорт? Если верующие не хотят им пользоваться — это их дело, но почему должны быть ограничены возможности атеистов?»[29]
- «Библия и Коран буквально пропитаны различными чудесами. Чудесами же называют обычно нечто, что противоречит научным законам и экспериментальным данным. Таковы воскрешение из мёртвых, непорочное зачатие, существование ангелов, чертей, рая, ада и т. д. Всё это выдумки, фикция … Центральным пунктом, где сталкивается наука и религия, как сказано, является креационизм. Ведь согласно Библии, человека и весь животный мир Бог мгновенно и лишь тысячелетия назад создал из ничего. Вместе с тем, наука доказала существование эволюции, в частности, в отношении человека. Данные антропологии не оставляют здесь никаких сомнений. Теория эволюции, построенная сначала в XIX веке, как и вся наука, развивается, и не всё в отношении эволюции различных организмов ещё ясно. Но, повторяю, сам факт эволюции и несостоятельности креационизма доказан»[30].
- Виталий Гинзбург: «Я уверен, что из 1,2 тысячи членов РАН 1 тысяча не верит в Бога (84 %)»[31].

## Награды
- орден «За заслуги перед Отечеством» I степени (4 октября 2006) — за выдающийся вклад в развитие отечественной науки и многолетнюю плодотворную деятельность[32]
- орден «За заслуги перед Отечеством» III степени (3 октября 1996) — за выдающиеся научные достижения и подготовку высококвалифицированных кадров[33]
- орден Ленина (04.01.1954)
- 2 ордена Трудового Красного Знамени (11.09.1956; 03.10.1986)
- 2 ордена «Знак Почёта» (27.03.1954; 17.09.1975)
- медаль «За доблестный труд. В ознаменование 100-летия со дня рождения Владимира Ильича Ленина» (1970)
- медаль «За доблестный труд в Великой Отечественной войне 1941—1945 гг.» (1946)
- медаль «В память 800-летия Москвы» (1948)
- Ленинская премия (1966)
- Сталинская премия первой степени (1953) — за предложение о применении лития-6 в изделии РДС-6с[34]
- Нобелевская премия (2003, вместе с А. А. Абрикосовым и Э. Леггетом) — за вклад в развитие теории сверхпроводимости и сверхтекучести
- Золотая медаль Королевского астрономического общества (1991)
- Премия Джона Бардина (1991)
- Премия Вольфа (1994/1995).
- Большая золотая медаль имени М. В. Ломоносова (1995) — за выдающиеся достижения в области теоретической физики и астрофизики[35]
- Золотая медаль имени С. И. Вавилова (1995) — за выдающиеся работы в области физики, в том числе за серию работ по теории излучения равномерно движущихся источников[36]
- Медаль Нильса Бора ЮНЕСКО (1998)
- Премия Гумбольдта (2001)
- Почётный доктор Московского университета (2004).
- Лауреат национальной премии «Россиянин года» (2006)[37]
- Почётная грамота Московской городской Думы (2 марта 2005) — за заслуги перед городским сообществом[38]

## Память
- Центр высокотемпературной сверхпроводимости и квантовых материалов им. В. Л. Гинзбурга ФИАН (приказ директора ФИАН № 230 от 29.06.2017)[39].
- 15 декабря 2023 года возле главного корпуса Национального Исследовательского Ядерного Университета «МИФИ» открыли памятник Виталию Гинзбургу[40]. Памятник Виталию Гинзбургу в НИЯУ МИФИ, Москва

## Семья
- Первая жена (в 1937—1946 годах) — выпускница физического факультета МГУ (1938) Ольга Ивановна Замша (род. 1915, Ейск), кандидат физико-математических наук (1945), доцент МИФИ (1949—1985), автор «Сборника задач по общей физике» (с соавторами, 1968, 1972, 1975).
  - Дочь — Ирина Витальевна Дорман (род. 1939) — выпускница физического факультета МГУ (1961), кандидат физико-математических наук, историк науки (её муж — космофизик, доктор физико-математических наук Лейб (Лев) Исаакович Дорман).
    - Внучка — Виктория Львовна Дорман — американский физик, выпускница физического факультета МГУ и Принстонского университета, замдекана по учебной части инженерной школы Принстонского университета (Princeton School of Engineering and Applied Science; её муж — физик и литератор Михаил Петров).
- Вторая жена (с 1946 года) — выпускница механико-математического факультета МГУ, физик-экспериментатор Нина Ивановна Гинзбург (урождённая Ермакова) (10.02.1922 — 19.05.2019)[41].

## Статьи и книги
- Виталий Лазаревич Гинзбург в журнале «Успехи физических наук»
- Статьи Виталия Лазаревича Гинзбурга (и о нём) в проекте Math-Net.Ru
- В. Л. Гинзбург. О сверхпроводимости и сверхтекучести (что мне удалось сделать, а что не удалось), а также о «физическом минимуме» на начало XXI века // Успехи физических наук. — Российская академия наук, 2004. — Т. 174. — С. 1240—1255.
- В. Л. Гинзбург. Об отце и нашей семье // Успехи физических наук. — Российская академия наук, 2010. — Т. 180. — С. 1217—1230.
- Гинзбург В. Л. Письма к любимой / Сост. и комм. Г. Е. Горелика. — М.: Время, 2016. — 384 с.

### Научная библиография
- Гинзбург В. Л. О науке, о себе и о других. — 3-е изд., доп. — М.: Физматлит, 2003. — 544 с.
- Гинзбург В. Л. О физике и астрофизике: статьи и выступления. — 2-е изд., перераб. и доп. — М.: Наука, 1992. — 528 с.
- Гинзбург В. Л. Теоретическая физика и астрофизика. Дополнительные главы. — 2-е изд., перераб. — М.: Наука, 1980. — 505 с.
- Гинзбург В. Л. Теория распространения радиоволн в ионосфере. — М., Гостехиздат, 1949. — 358 с.
- Альперт Я. Л., Гинзбург В. Л., Фейнберг Е. Л. Распространение радиоволн. М., Гостехиздат, 1953. — 884 с.
- Агранович В. М., Гинзбург В. Л. Кристаллооптика с учётом пространственной дисперсии и теория экситонов. — М.: Наука, 1960. — 376 с.
- Гинзбург В. Л., Сыроватский С. И. Происхождение космических лучей. — М.: Издательство АН СССР, 1963. — 385 с.
- Гинзбург В. Л. Распространение электромагнитных волн в плазме. — 2-е изд., перераб. — М.: Наука, 1967. — 685 с.
- Гинзбург В. Л., Рухадзе А. А. Волны в магнитоактивной плазме. — 2-е изд., перераб. — М.: Наука, 1975. — 254 с.
- Гинзбург В. Л., Цытович В. Н. Переходное излучение и переходное рассеяние. — М.: Наука, 1984. — 360 с.
- Гинзбург В. Л., Андрюшин Е. А. Сверхпроводимость. — М.: Педагогика, 1990. — 112 с. — («Ученые — школьнику»).
- Гинзбург В. Л., Левин Л. М. и др. Сборник задач по общему курсу физики. В 5 кн. / Под ред. Д. В. Сивухина. Кн. II. Термодинамика и молекулярная физика. — 5-е изд. стер. — М.: Физматлит, 2006. — 176 с.
- Гинзбург В. Л., Левин Л. М. и др. Сборник задач по общему курсу физики. В 5 кн. / Под ред. Д. В. Сивухина. Кн. IV. Оптика. — 5-е изд. стер. — М.: Физматлит, 2006. — 272 с.
- Гинзбург В. Л., Левин Л. М. и др. Сборник задач по общему курсу физики. В 5 кн. / Под ред. Д. В. Сивухина. Кн. V. Атомная физика. Физика ядра и элементарных частиц. — 5-е изд. стер. — М.: Физматлит, 2006. — 184 с.

Комментарий: Приведены только книги.

### Публицистика
- Гинзбург В. Л. Вера в Бога несовместима с научным мышлением // Поиск. — 1998. — № 29—30.
- Гинзбург В. Л., Фейнберг Е. Л. Об атеизме, материализме и религии // Научный атеизм. — 1998.
- Гинзбург В. Л. Разум и вера. Замечания в связи с энцикликой папы Иоанна Павла II «Вера и разум» // Вестник РАН : журнал. — 1999. — Т. 69, № 6. — С. 546—552.
- Гинзбург В. Л. Религия и наука. Разум и вера // «Наука и жизнь» : журнал. — 2000. — № 7.
- Гинзбург В. Л. Демагоги и невежды против научной экспертизы // Литературная газета. — 16 октября — 22 октября 2002. — № 42 (5897). Архивировано из оригинала 2 мая 2003 года.
- Гинзбург В. Л. Удельный вес прекрасной половины // Литературная газета. — 26 февраля — 4 марта 2003. Архивировано из оригинала 8 января 2013 года.
- Гинзбург В. Л. Несвоевременные мысли // Российская газета. — 20 февраля 2007 г. — № 4299.
- Гинзбург В. Л. У религии — судьба астрологии // Кентавр : научно-популярное приложение к «Новой Газете». — № 4 от 22 августа 2007 г.
- Гинзбург В. Л. О сказках и вере в существование Бога // НГ-Религии : приложение к «Независимой Газете» №100 (4448) от 21 мая 2008 года. — № 8 (233).
- Гинзбург В. Л. Непонимание — не аргумент // Новая газета.

### Интервью
- Атеизм умер? — Да здравствует атеизм! И свобода совести. Ответы акад. В. Л. Гинзбурга на вопросы автора альманаха «До востребования» // Сметанин Е. К. До востребования : Авторский альманах. — 1999. — № 6.
- Дыхание иных миров // Правда.Ру  / Владимир Губарев. — 7 октября 2003 года.
- Лицом к лицу // Радио Свобода  / беседовал Владимир Бабурин. — 11 января 2004 года.
- Теоретик из колена Леви // Jewish.ru  / беседовал Александр Фишман. — 31 октября 2003 года.
- Виталий Гинзбург: «Наука развенчает любое чудо» // Наша власть: дела и лица  / беседовал Александр Черницкий. — N5 за 2004 год.
- Эволюция вместо революции // Наша власть: дела и лица  / беседовал Александр Черницкий. — N11 за 2004 год.
- Виталий Гинзбург: «Я не люблю жульё» // В круге света : радиопередача  / ведущая Светлана Сорокина. — Радиостанция «Эхо Москвы», 15 января 2006 года.